# Frații Kip
Frații Kip (în franceză Les Frères Kip) este un roman de Jules Verne apărut inițial în Le Magasin d'éducation et de récréation între 1 ianuarie și 15 decembrie 1902, apoi în volum pe 20 noiembrie același an.

## Povestea
Bricul James Cook face cabotaj în zona Pacificului cuprinsă între Noua Zeelandă și Tasmania. Doi dintre membrii echipajului, Flig Balt și Vin Mod, complotează să pună mâna pe bric și să îl ducă înspre insulele Solomon, transformându-l în vas de pirați. Pentru aceasta, recrutează marinari care să îi ajute în demersul lor, pregătind uciderea căpitanului Gibson și a marinarilor fideli acestuia. 
Ocazia potrivită pentru a da lovitura decisivă nu se ivește, iar populația bricului sporește cu oameni care sunt de partea căpitanului. Astfel, la bord urcă fiul acestuia, Nat, armatorul vasului, Hawkins, precum și frații Kip, doi olandezi salvați dintr-un naufragiu.
Cu toate acestea, complotiștii nu se opresc din demersul lor și reușesc să îl asasineze pe căpitan în timpul unei escale. Fiind șef de echipaj, Flig Balt primește comanda navei de la armator, dar se dovedește incapabil să se descurce pe acest post și este înlocuit cu Karl Kip, marinar cu experiență. Balt se revoltă și este predat autorităților pentru nesupunere, dar Vin Mod îl ajută să scape, aruncând asupra fraților Kip acuza de a-l fi ucis pe căpitanul Gibson. Orchestrată cu grijă în cele mai mici amănunte, mișcarea lor îi prezintă pe cei doi ca fiind vinovați, ceea ce duce la condamnarea lor la muncă silnică pe viață.
După ce sunt luați cu ei de doi prizonieri pe care îi ajută să evadeze, frații Kip revin în penitenciar, dovedind că sunt nevinovați și își pun nădejdea că justiția le va face dreptate într-o zi, mai ales că Hawkins face tot posibilul pentru a o dovedi. În cele din urmă, cu ajutorul unui adevărat deux ex machina, adevărații criminali sunt descoperiți, iar frații Kip reabilitați.

### Capitolele cărții
| - I. - Taverna Three Magpies - II. - Bricul James Cook - III. - Vin Mod în acțiune - IV. - La Wellington - V. - Câteva zile de navigație - VI. - La orizont, Insula Norfolk - VII. - Cei doi frați - VIII. - Marea de Coral - IX. - Traversând Arhipelagul Louisiade - X. - Navigând spre nord - XI. - Port Praslin - XII. - Trei săptămâni în arhipelag - XIII. - Asasinatul - XIV. - Incidentul | - I. - Hobart Town - II. - Proiecte de viitor - III. - Ultima mișcare - IV. - În fața Consiliului maritim - V. - Urmările afacerii - VI. - Verdictul - VII. - În așteptarea execuției - VIII. - Port Arthur - IX. - Împreună - X. - Fenienii - XI. - Biletul - XII. - Fâșia de pământ Saint James - XIII. - Evadarea - XIV. - Urmările afacerii - XV. - O nouă dovadă - XVI. - Concluzia |

## Personajele care au stat la baza operei
Romanul a fost inspirat de o afacere judiciară de la sfârșitul secolului al XIX-lea: frații Rorique. Pe numele lor real Degrave, cei doi frați au fost judecați pentru acte de piraterie comise în Polinezia. Afacerea judiciară a ținut capul de afiș al cronicilor sfârșitului de secol, dând naștere unor reacții puternice în rândul intelectualității (cum a fost, de exemplu, cea a lui Émile Zola) prin îndoiala care a planat continuu asupra culpabilității lor, ei fiind condamnați pe baza mărturiei unui singur om, M. Mirey, de pe vasul pe care l-ar fi deturnat cei doi frați.

## Teme abordate în cadrul romanului
- Revolta fenienilor din Irlanda (Jules Verne mai vorbește despre viața grea a irlandezilor și în romanul Prichindel).
- Obiectul folosit în asasinat lasă un indiciu care este apoi folosit pentru găsirea criminalului. Arma folosită la uciderea căpitanului Gibson, un kriss (cuțit cu lama zimțată folosit în Malaezia), are un inel mic de metal, numit virolă, care cade și este găsit la locul crimei, permițând identificarea armei. În alt roman, O tragedie în Livonia, virola cuțitului folosit lasă o urmă caracteristică asupra victimei ucise cu el.
- Complotul și revolta împotriva conducerii de drept, orchestrată aici de Flig Balt și Vin Mod (temă prezentă și în Un căpitan la cincisprezece ani sau Naufragiații de pe Jonathan).
- Ideea că retina unui om mort păstrează imprimate ultimele imagini văzute, ceea ce permite în cazul de față identificarea asasinilor căpitanului Gibson.

## Lista personajelor
- Karl Kip - olandez, bun marinar, un om cinstit dar cu un temperament vulcanic
- Pieter Kip - olandez, fratele mai mic al lui Karl, o fire mai liniștită și înclinată spre comerț
- Hawkins - armatorul bricului James Cook, singura persoană care crede în nevinovăția fraților Kip pe tot parcursul afacerii
- Harry Gibson - căpitanul bricului James Cook, care îi salvează pe frații Kip de pe insula pe care naufragiaseră și este asasinat ulterior
- Nat Gibson - fiul căpitanului, apropiat fraților Kip, dar convins apoi de vinovăția lor, până în ultima clipă; el este cel care descoperă adevărații asasini ai tatălui său
- Vin Mod - marinar pe James Cook, el este cel care orchestrează din umbră asasinarea căpitanului Gibson și acuzarea fraților Kip
- Flig Balt - șef de echipaj pe James Cook, vrea să îi ia locul căpitanului Gibson la conducerea bricului, pe care să îl transforme în vas de pirați
- Len Cannon, Kyle, Sexton, Bryce - marinari angajați de Mod și Balt pentru a competa echipajul și pe care îi fac părtași la tentativa lor de a deturna bricul
- Koa - bucătar pe James Cook
- Hobbes, Wickley, Burnes - marinari pe James Cook, fideli căpitanului Gibson
- Jim - mus pe James Cook, Mod și Balt se folosesc de inocența lui pentru a-și dovedi acuzele la adresa fraților Kip
- Zieger - om de afaceri din Noua Irlandă, bun prieten cu Hawkins
- Hamburg - agent comercial german , guvernator al arhipelagului Bismarck
- D-na Hawkins - soția armatorului
- D-na Gibson - soția căpitanului Gibson și mama lui Nat
- Căpitanul Skyrtle - conducătorul penitenciarului de la Port Arthur
- O'Brien și Macarthy' - fenieni condamnați pentru convingerile lor politice și încarcerați la Port Arthur; îi iau cu ei pe frații Kip, care îi ajutaseră să evadeze
- Farnham - paznic la Port Arthur, îi ajută pe cei doi fenieni să evadeze
- Walter - omul de legătură al lui Farnham, care îl anunță detaliile evadării

## Adaptări
Romanul a fost ecranizat în 1979 în Cehoslovacia sub titlul Bratři Kipové, regia fiind semnată de Pavel Kraus. Rolurile principale au fost interpretate de Rudolf Jelínek (Karel Kip), Otakar Brousek (Petr Kip), Karel Urbánek (judecător), Karel Navrátil (inspector de poliție), Rudolf Hrušínský (armatorul Hawkins), Karel Houska (guvernator), Josef Vinklár (Flig Balt) și Jan Faltýnek (Vin Mod).

## Traduceri în limba română
- 1944 - Frații Kip, traducere N. Săftoiu, 158 pag.
- 2004 - Frații Kip, Ed. Corint, traducere Traian Fințescu, 248 pag., ISBN 973-653-571-1
- 2010 - Frații Kip, Ed. Erc Press, Colecția "Jules Verne", vol. 7, traducere Daniel Adrian Olaru, 368 pag., ISBN 978-606-602-017-6